# Jaguar XF
Jaguar XF — спортивний автомобіль люкс-класу. За класо-розміром належить до бізнес-автомобілів, за формою кузова належить до «спортивних салонів» (більш стилізована назва для ексклюзивних «седанів»).

## Перше покоління

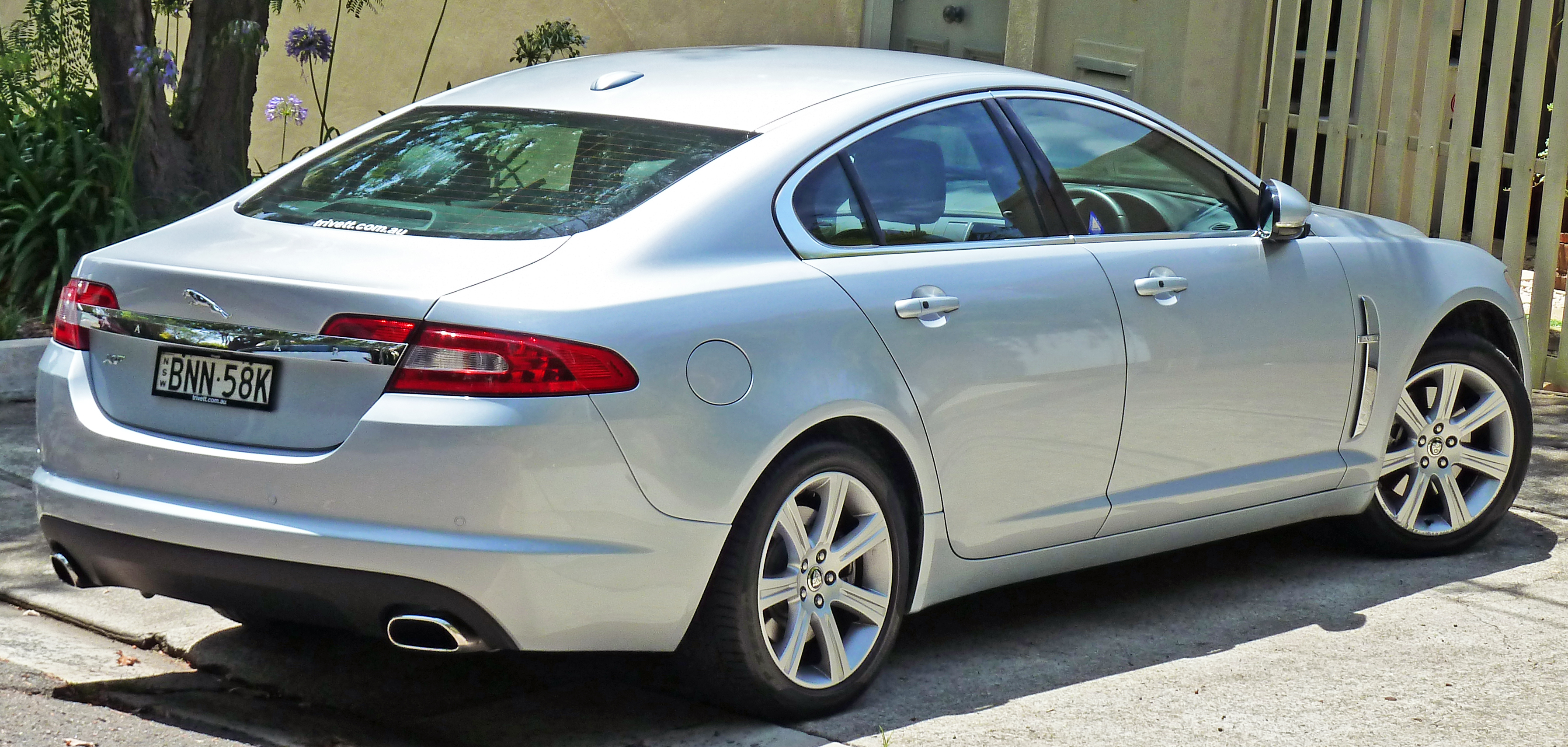
Jaguar XF

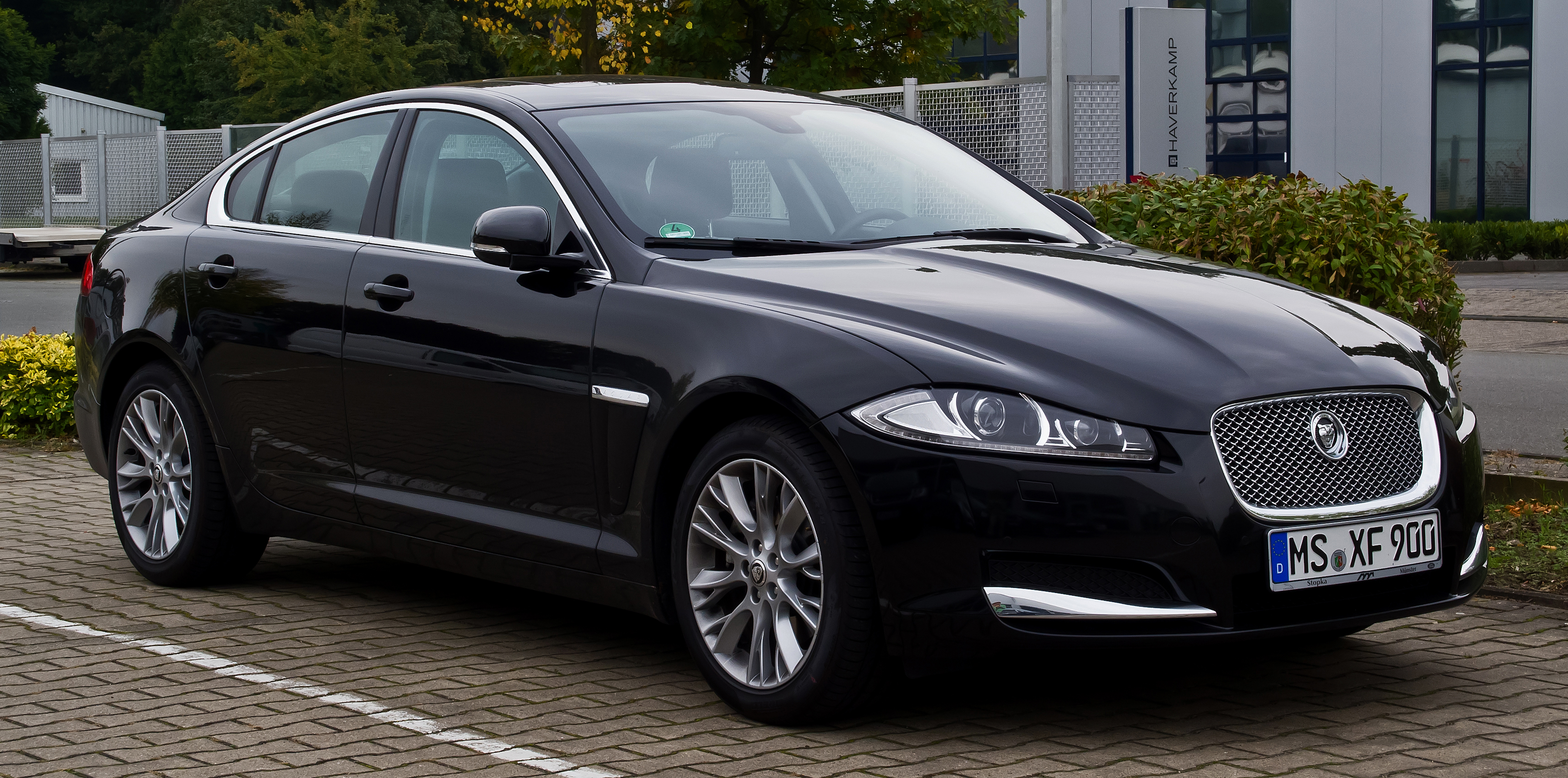
Jaguar XF (з 2012)

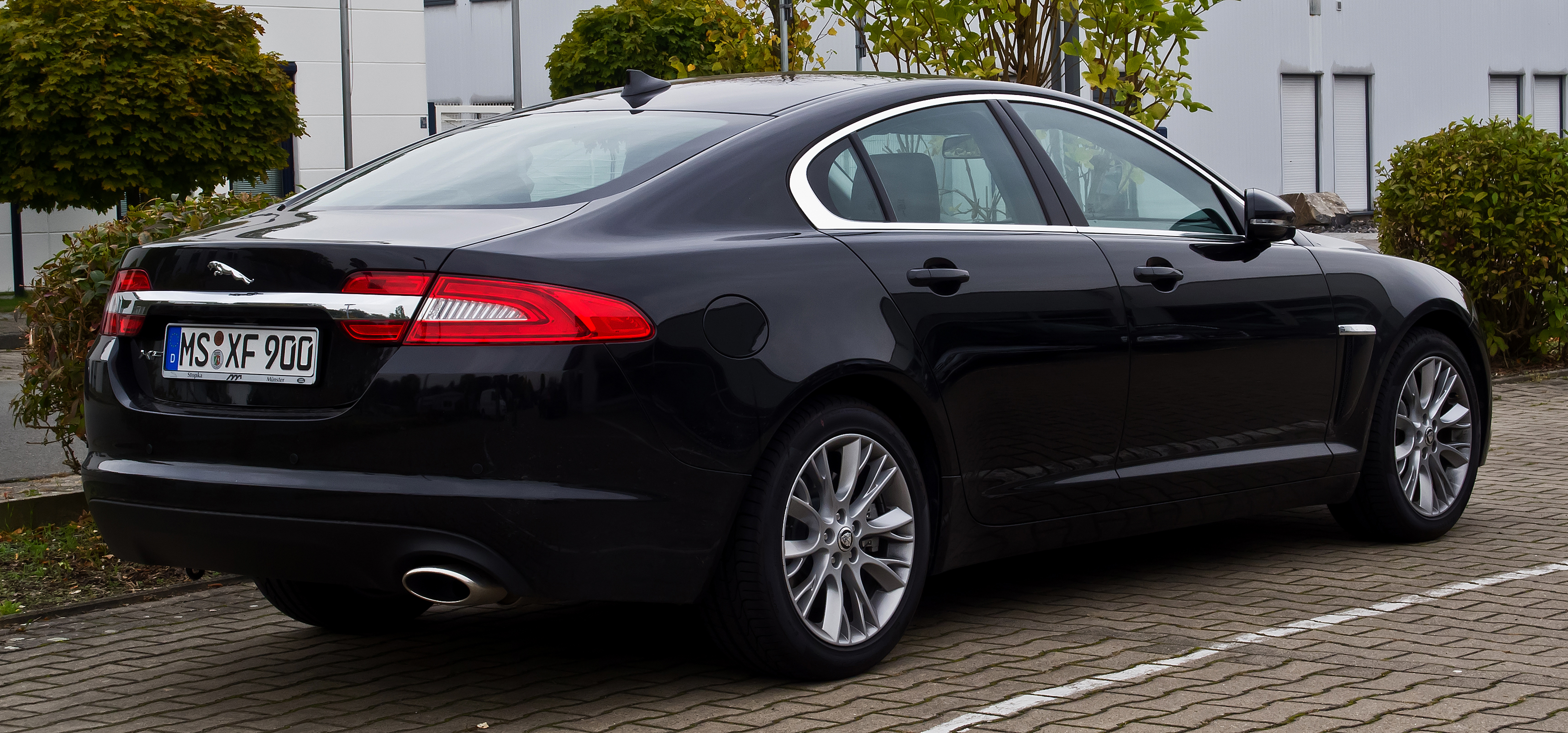
Jaguar XF (з 2012)

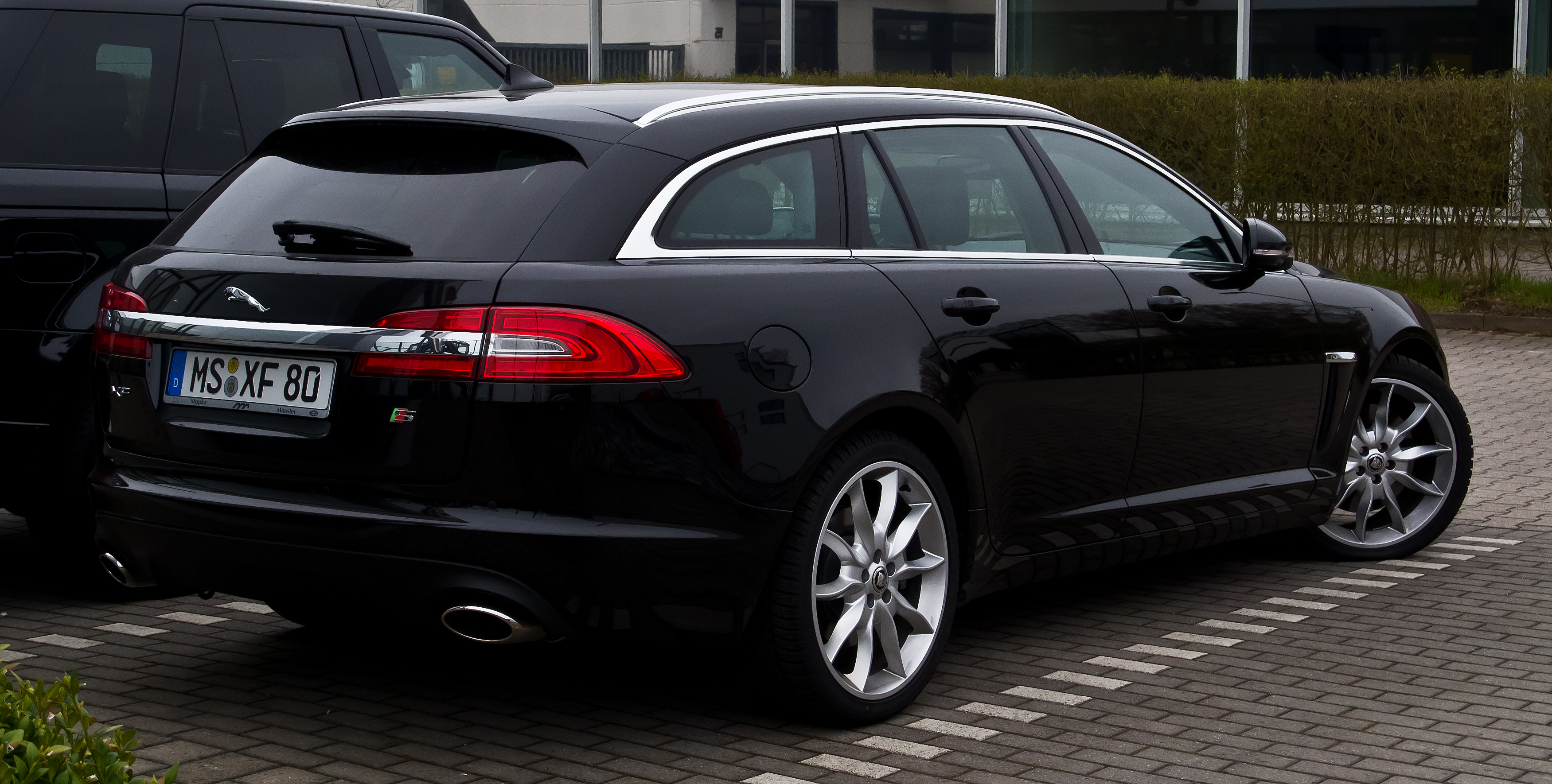
Jaguar XF Sportbrake (з 2012)

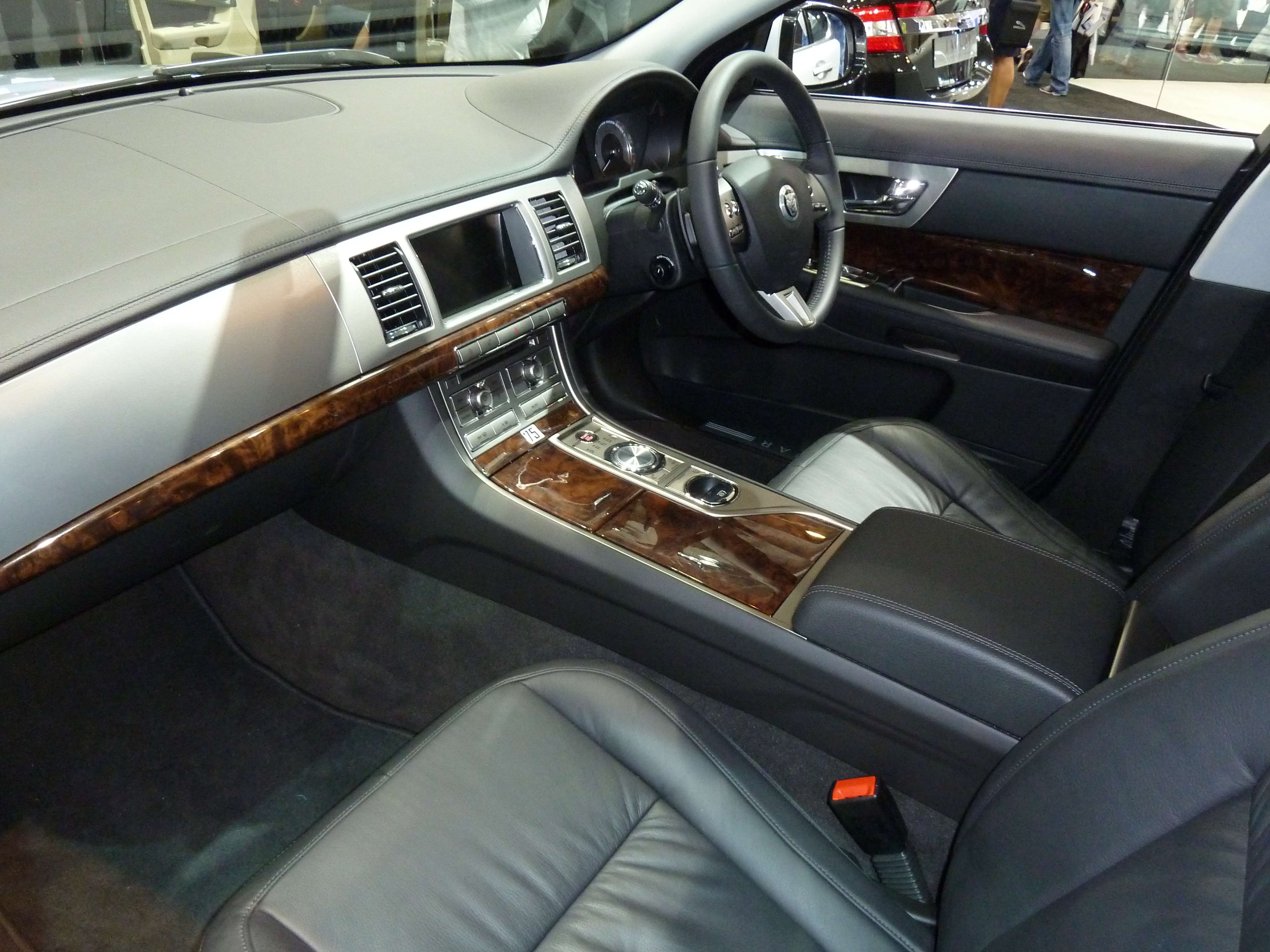
Jaguar XF

Jaguar XF випускається британської компанією Jaguar (дочірньою фірмою концерну Tata Motors) з 2008 року. Є наступником Jaguar S-Type. Модель Jaguar XF розроблялась компанією Jaguar Cars, коли вона ще належала до Ford Motor Company. Тому в її дизайні видно багато спільних рис з європейськими моделями Форду (наприклад з Ford Mondeo 2008—2010 рр.)
Модель XF була вперше представлена у 2007 році на Франкфуртському автосалоні. Модель має 10 моторних модифікацій: 7 бензинових і 4 дизельних.

### XFR
Jaguar XFR представлений на Північноамериканському міжнародному автосалоні в січні 2009 року як нову модифікацію моделі XF, з новим 5,0-літровим двигуном з нагнітачем AJ-V8 Gen III потужністю 510 к.с. (375 кВт), іншим переднім бампером, спойлером і 20-дюймовими (510 мм) легкосплавні диски.

### Фейсліфтінг 2011
У 2011 році автомобіль оновили, трохи змінивши деталі зовнішнього дизайну: обриси фар, форму бамперів, капот та оснащення.

### XF Sportbrake
На Женевському автосалоні в березні 2012 року представлено версію універсал під назвою Jaguar XF Sportbrake.

### XFR-S
У кінці листопада 2012 року на автосалоні в Лос-Анджелесі відбулась презентація найпотужнішої модифікації з лінійки седана Jaguar XF.
Седану Jaguar XFR-S дістався 5,0 л мотор V8 потужністю 550 к.с. (680 Нм). Двигун агрегатується з восьмідіапазонним «автоматом» ZF. Від 0 до 96 км/год автомобіль розганяється всього за 4,4 с (відмітки в 100 км/год новинка досягає через 4,6 с). Максимальна швидкість «зарядженої» чотирьохдверки обмежена електронікою на позначці в 300 км/год.

### Двигуни
|                               | 2.7 D                             | 3.0 D                             | 3.0 D-S                           | 3.0                               | 4.2                               | 5.0                               | 4.2 K                             | 5.0 K-R                                |
| ----------------------------- | --------------------------------- | --------------------------------- | --------------------------------- | --------------------------------- | --------------------------------- | --------------------------------- | --------------------------------- | -------------------------------------- |
| Роки випуску                  | 03/2008–03/2009                   | з 04/2009                         | з 04/2009                         | з 03/2008                         | 03/2008–03/2009                   | з 04/2009                         | 03/2008–03/2009                   | з 04/2009                              |
| Двигун                        | V6 Biturbo-дизельний              | V6 Biturbo-дизельний              | V6 Biturbo-дизельний              | V6 бензиновий                     | V8 бензиновий                     | V8 бензиновий                     | V8 Kompressor-бензиновий          | V8 Kompressor-бензиновий               |
| Об'єм                         | 2720 см³                          | 2997 см³                          | 2997 см³                          | 2967 см³                          | 4196 см³                          | 5000 см³                          | 4196 см³                          | 5000 см³                               |
| Потужність                    | 152 кВт (207 к.с.) при 4000 об/хв | 177 кВт (240 к.с.) при 4000 об/хв | 202 кВт (275 к.с.) при 4000 об/хв | 175 кВт (238 к.с.) при 6800 об/хв | 219 кВт (298 к.с.) при 6000 об/хв | 283 кВт (385 к.с.) при 6500 об/хв | 306 кВт (416 к.с.) при 6250 об/хв | 375 кВт (510 к.с.) при 6000–6500 об/хв |
| Крутний момент                | 435 Нм при 1900 об/хв             | 500 Нм при 2000 об/хв             | 600 Нм при 2000 об/хв             | 293 Нм при 4100 об/хв             | 411 Нм при 4100 об/хв             | 510 Нм при 3500 об/хв             | 560 Нм при 3500 об/хв             | 625 Нм при 2500–5500 об/хв             |
| 0–100 км/год у с              | 8,2                               | 7,1                               | 6,4                               | 8,3                               | 6,5                               | 5,6                               | 5,4                               | 4,9                                    |
| Максимальна швидкість, км/год | 229                               | 240 (обмежена електронікою)       | 250 (обмежена електронікою)       | 237                               | 250 (обмежена електронікою)       | 250 (обмежена електронікою)       | 250 (обмежена електронікою)       | 250 (обмежена електронікою)            |
| Витрати пального в л/100 км   | 7,5 Diesel                        | 6,8 Diesel                        | 6,8 Diesel                        | 10,5 Super                        | 11,1 Super                        | 11,1 Super                        | 12,6 Super                        | 12,5 Super                             |
| Викид CO2 в гр/км             | 199                               | 179                               | 179                               | 249                               | 264                               | 264                               | 299                               | 292                                    |
| Маса                          | 1771 кг                           | 1820 кг                           | 1820 кг                           | 1679 кг                           | 1749 кг                           | 1780 кг                           | 1842 кг                           | 1891 кг                                |

## Друге покоління

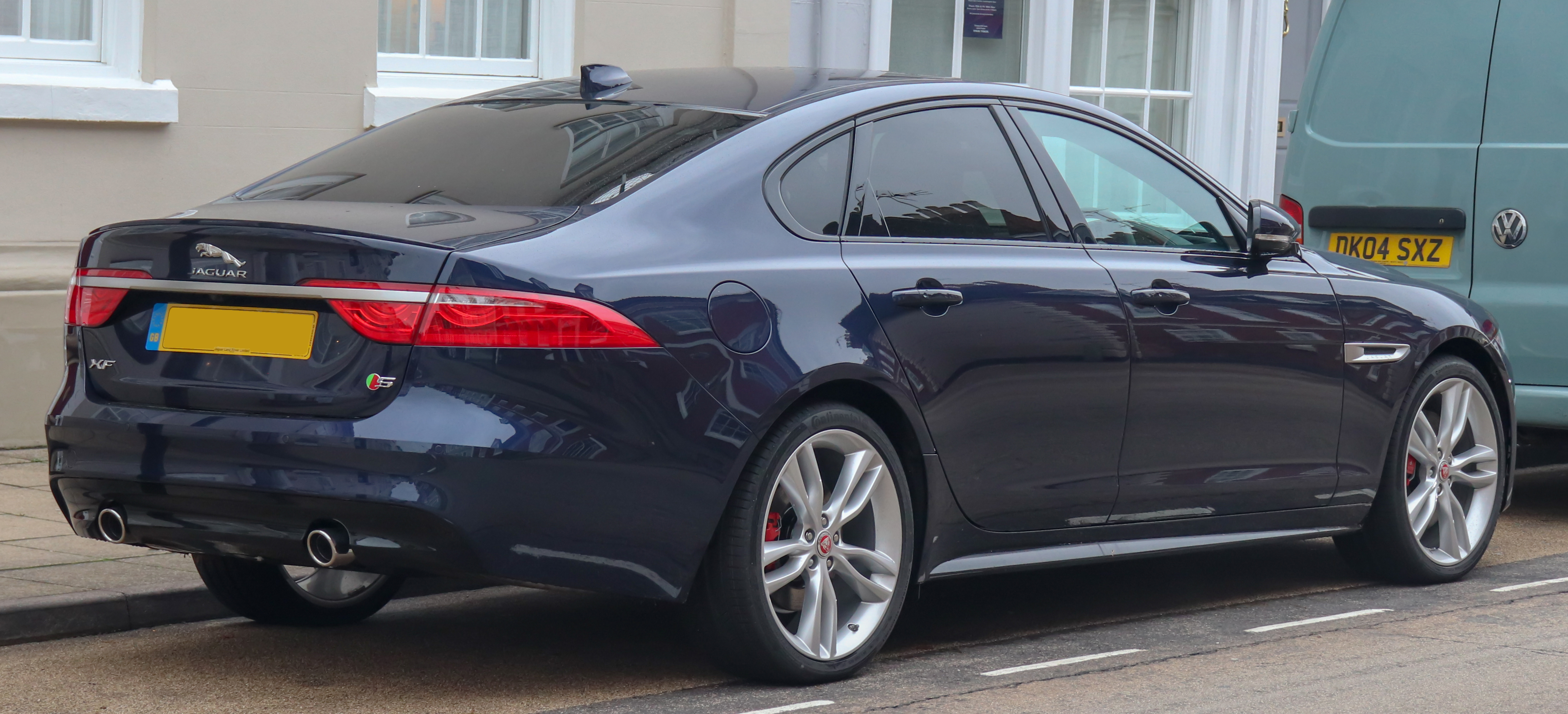
Jaguar XF S (X260)

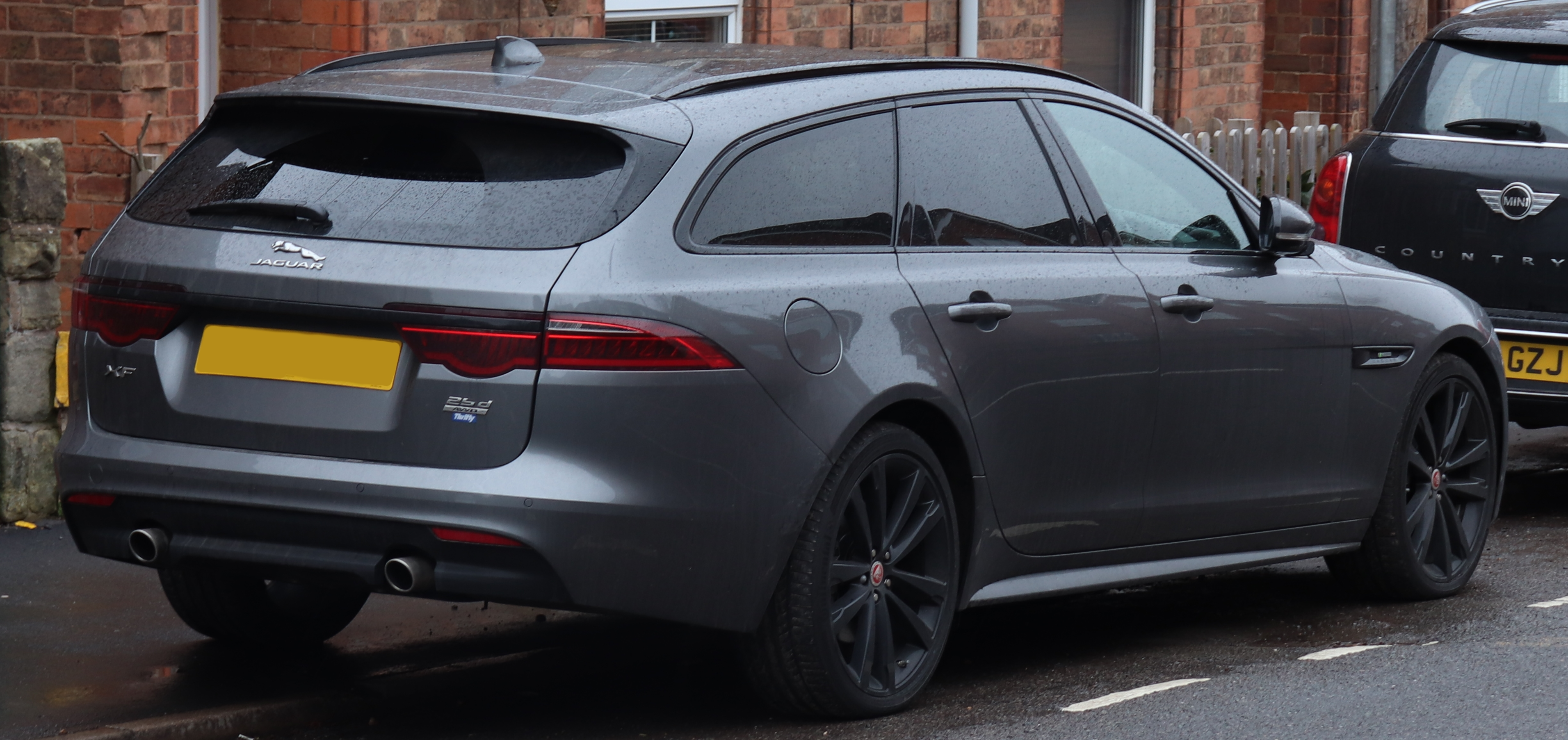
Jaguar XF Sportbrake (X260)

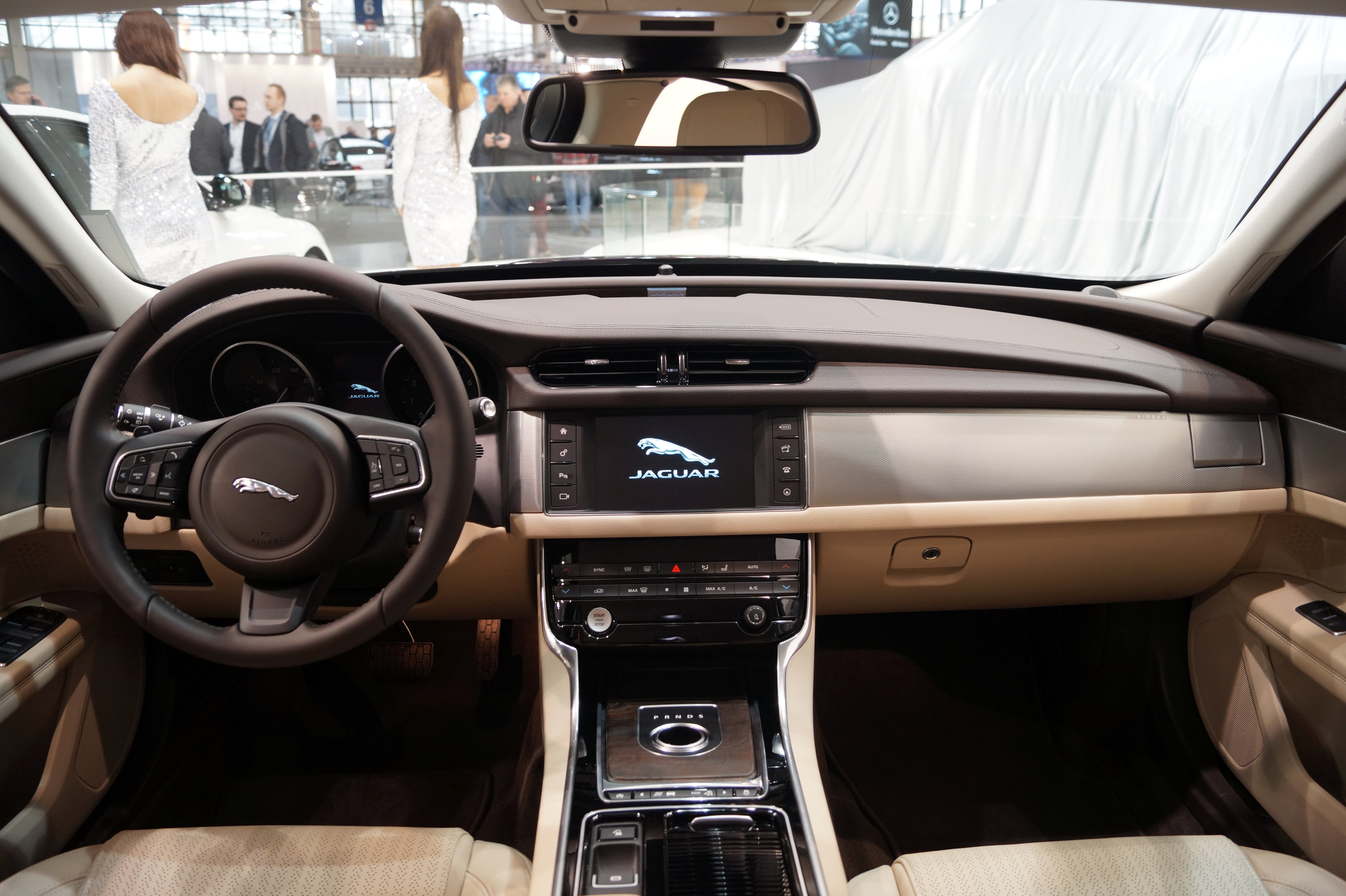

Jaguar XF другого покоління (внутрішній індекс Jaguar X260) представлений в березні 2015 року в Лондоні під час кабельного шоу на Темзі. В продажі автомобіль знаходиться з осені 2015 року. У 2016 році пропозицію доповнять більше двигунів. Дизайн автомобіля розроблений головним конструктором Jaguar Яном Каллумом.
Автомобіль збудовано на новій платформі IQ і зі стандартним алюмінієвим корпусом.
Седан Jaguar XF добре оснащений. Він постачається: з двозонним клімат-контролем, круїз-контролем, вікнами з електроприводом, 8-дюймовою версією інтерфейсу інформаційно-розважальної системи «InControl», технологією старт/стоп, задньою камерою паркування та акустичною системою «Meridian» на 12 динаміків та 380 ват потужності. До інших стандартних рис належать: «Drive Control» від Jaguar з декількома режимами на вибір, можливістю запам'ятовування трьох останніх позицій водійського сидіння та запуском без ключа. Моделі середнього рівня укомплектовані шкіряними сидіннями з підігрівом та системою навігації. Модель найвищої комплектації R-Sport додасть систему дотримання смуги руху. 
В жовтні 2020 року седан Jaguar XF оновився, отримавши більш свіжий дизайн, вдосконалену трансмісію та пакет технологій. Найважливіша зміна — поява гібридної версії.
У 2021 році виробник відмовився від комплектації моделі двигунами V6 та V8. Оновлений Jaguar XF оснащений лише чотирициліндровим силовим агрегатом. В базовій версії двигун видає 246 к.с, в модернізованому варіанті - 296 к.с.

### Двигуни
Бензинові
- 2.0 I4 turbo 241 к.с.
- 3.0 Supercharged V6 340 к.с.
- 3.0 Supercharged V6 380 к.с.

Дизельні
- 2.0 I4 turbo 163 к.с.
- 2.0 I4 turbo 180 к.с.
- 3.0 V6 300 к.с.